# Юсуф Ислям
Юсуф Ислям (на английски: Yusuf Islam), роден като Стивън Деметър Георгиу (Steven Demetre Georgiou), с псевдоним по-рано Кет Стивънс (Cat Stevens), е британски поп музикант (певец, мултиинструменталист, автор на песни), благотворителен и образователен деец.

## Биография

### Ранни години
Стивън Деметър Георгиу е роден на 21 юли 1948 година квартала „Марлибън“ в Лондон. Той е най-малкото дете в семейството на кипърския грък Ставрос Георгиу (1900 – 1978) и шведката Ингрид Викман (1915 – 1989). Има сестра Анита (р. 1937) и брат Дейвид. Първоначално те живеят над семейния ресторант, в който работят всички членове на семейството. Родителите на Стивън се развеждат, когато той е на осем години, но продължават да работят заедно в ресторанта и да живеят над него. Стивън има и полубрат, Георгиос Георгиу, от предишен брак на баща му в Гърция.
Въпреки че баща му е православен, а майка му баптистка, Георгиу учи в католическо начално училище, което е по-удобно разположено до дома му. Той започва да се интересува от свирене на пиано от ранна възраст, като използва пианото в дома си, но никой от близките му не свири достатъчно добре, за да го учи. На 15 години, повлиян от известността на „Бийтълс“, се ориентира към китарата. Убеждава баща си да му купи китара за 8 паунда и започва да свири и да съставя свои песни. Понякога си измъква от домашните си задължения на покрива на жилището, за да слуша мелодии от мюзикълите, чуващи се от близката „Денмарк Стрийт“, по това време център на британската музикална индустрия. По-късно той казва, че особено въздействие му оказва „Уестсайдска история“, който му дава „различен възглед за живота“. За известно време Стивън живее с майка си в Йевле в Швеция, където учи в местно начално училище и започва да се занимава и с рисуване под влиянието на чичо си Хуго Викман, който е художник.

### Музикална кариера
През 1970-те години придобива голяма популярност. През 1978 година обявява, че става мюсюлманин, приема сегашното си име и прекъсва музикалната си кариера. От средата на 1990-те години отново издава своя музика.
Неговият първи албум влиза в Топ 10 на Обединеното кралство, а заглавната песен Matthew and Son достига № 2 в класацията на британските сингли. Tea for the Tillerman (1970) и Teaser and the Firecat (1971) получават сертификат за тройно платинен статут в САЩ от Асоциацията на звукозаписната индустрия в Америка.
Catch Bull at Four от 1972 г. издържа три седмици като номер 1 на Билборд 200, както и 15 седмици на челното място в Австралийската музикална система. Има две награди от Американското дружество за композитори, автори и издатели, получени през 2005 и 2006 г. за The First Cut Is the Deepest, която е хит в изпълнение на четири различни музикални дейци.
Други големи песни на Кет Стивънс са Father and Son, Wild World, Peace Train, Moonshadow и Morning Has Broken.

### Приемане на исляма
През 1979 г. дава всичките си китари на търг с цел благотворителност и се отдава на образователни и филантропни дейности в ислямската общност. Той е замесен в дълго продължаваща полемика, въртяща се около коментарите му през 1989 г. относно фатвата за смърт срещу писателя Салман Рушди. Има два почетни доктората, както и награди за промотирането на мира от две организации, ръководени от Михаил Горбачов.

### Връщане към музиката
През 2006 г. се завръща на поп сцената, издавайки първия си албум с нов материал от 28 години, наречен An Other Cup. В този запис фамилията Ислям е изпусната, и единствено сценичният псевдоним Юсуф е използван. През 2007 г. получава награда Айвър Новело на Британската академия в категорията „Изключителна песенна колекция“. През 2009 г. издава албума Roadsinger, който през 2014 г. е последван от Tell 'Em I'm Gone. Тогава започва първото американско турне от 1978 година.
На 15 септември 2017 г. излиза новият му студиен фолк рок албум – The Laughing Apple, записан под псевдонима Юсуф/Кет Стивънс.
Юсуф Ислям е почетен в Залата на славата на рокендрола през 2014 г.

## Дискография

### Като Кет Стивънс
Студийни албуми
- 1967 – Matthew & Son
- 1967 – New Masters
- 1970 – Mona Bone Jakon
- 1970 – Tea for the Tillerman
- 1971 – Teaser and the Firecat
- 1972 – Catch Bull at Four
- 1973 – Foreigner
- 1974 – Buddha and the Chocolate Box
- 1975 – Numbers
- 1977 – Izitso
- 1978 – Back to Earth
- 2020 – Tea for the Tillerman 2

Концертни албуми
- 1974 – Saturnight
- 2004 – Majikat

### Като Юсуф Ислям
Студийни албуми
- 1995 – The Life of the Last Prophet
- 1998 – I Have No Cannons that Roar
- 1999 – Prayers of the Last Prophet
- 2000 – A Is For Allah
- 2003 – I Look I See
- 2006 – An Other Cup
- 2009 – Roadsinger
- 2014 – Tell 'Em I'm Gone
- 2017 – The Laughing Apple

Концертни албуми
- 2003 – Night of Remembrance: Live at the Royal Albert Hall